# Светилиште Врело
Врело или Светилиште је локалитет који се налази испод планине Ртањ, у насељу Ртањ, познат као древно извориште божанских енергија, које благотворно делују на људско здравље. Служило је људима још у праисторији да се „напуне“ позитивном енергијом, али и да побољшају стање свог организма. Место је пронашао и обележио академик Јован Давидовић, а мерења зрачења је вршио међународни тим на челу са Сашом Нађфеијем.
Испитивање Светилишта је рађено више пута од стране научника из земље и иностранства, те је научно доказано да је енергетски најснажније место на планети. Из њега зраче оргонска, електро-магнетна и озонска енергија које кад се споје, веома лековито утичу на људски организам. Мерења су утврдила да на Ртњу постоје непрекидне промене енергетских поља. Врх Ртња – Шиљак углавном упија енергију, док Светилиште зрачи позитивну енергију. Енергија избија из Ртња вертикално. На Ртњу постоји још оваквих места са позитивном енергијом, али је само ово научно истражено.
Постоје записи да је негде испод Ртња постојала болница у којој су се лечили Римски легионари, обзиром на близину Феликс Ромулијане. Предања говоре да је примећено да због позитивне енергије Ртња у коју се и тада веровало, ране три пута брже зарастају у тој болници, зато су из целог Римског царства доводили рањенике да се ту лече. Kако Светилиште има повољно дејство на људско тело, препоручује се умерени боравак на овом месту, два дана за редом, максимално 20 минута.